# Trois Cœurs
Pour les articles homonymes, voir Trois cœurs (homonymie).
Ne doit pas être confondu avec Trois sœurs ou Trois de cœur.
Pour plus de détails, voir Fiche technique et Distribution.
Trois Cœurs est un film français réalisé par Benoît Jacquot, sorti en 2014.
Le film est présenté en sélection officielle au festival international du film de Venise en 2014.

## Synopsis
Marc, inspecteur des  impôts, vient en mission dans une ville de province. Ayant raté son train de retour pour Paris, il rencontre Sylvie. Ils tombent amoureux l'un de l'autre et se donnent rendez-vous dans la capitale. Mais Marc, retardé par un malaise cardiaque, arrive en retard au rendez-vous alors que Sylvie vient de quitter les lieux après l'avoir attendu en vain.
Quelque temps après, de retour dans la ville de province, il rencontre Sophie, et en tombe amoureux. Mais Sophie est la sœur de Sylvie, qui est partie aux États-Unis avec son compagnon. Marc l'ignore, vient s'installer dans la ville de province avec Sophie et décide de l'épouser. Par une liaison internet, Sylvie découvre que le futur mari de sa sœur est Marc. Elle décide malgré tout de venir au mariage de sa sœur.

## Fiche technique
Sauf indication contraire, les informations mentionnées dans cette section peuvent être confirmées par la base de données cinématographiques IMDb,  présente dans la section « Liens externes ».
- Titre : Trois Cœurs
- Titre international : Three Hearts
- Réalisation : Benoît Jacquot, assisté d'Antoine Santana
- Scénario : Benoît Jacquot et Julien Boivent
- Photographie : Julien Hirsch
- Montage : Julia Gregory
- Décors : Sylvain Chauvelot
- Costumes : Catherine Leterrier
- Musique : Bruno Coulais
- Supervision musicale : Anne Coulais[2] (agence Passerelle - source : générique)
- Son : Pierre Mertens, Andreas Hildebrandt, Olivier Goinard
- Production : Christoph Friedel, Alice Girard, Genevieve Lemal, Claudia Steffen et Edouard Weil
- Sociétés de production : Rectangle Productions, Pandora Film, Scope Pictures, Arte France Cinéma, en association avec la SOFICA Cinémage 8
- Société de distribution : Wild Bunch ( France)
- Pays d’origine :  France
- Langue : français
- Genre : drame
- Durée : 100 minutes
- Dates de sortie :
  -  Italie : 28 août 2014 (Mostra de Venise 2014)
  -  France : 17 septembre 2014
  -  Belgique : 17 septembre 2014

## Distribution
- Benoît Poelvoorde : Marc Beaulieu
- Charlotte Gainsbourg : Sylvie Bergé
- Chiara Mastroianni : Sophie Bergé
- Catherine Deneuve : Colette Bergé
- André Marcon : Philippe Castan, le maire
- Patrick Mille : Christophe, le mari de Sylvie
- Cédric Vieira : le petit ami de Sophie
- Thomas Doret : Gabriel
- Francis Leplay : le médecin
- Anne Consigny : la cardiologue

## Tournage
Le film a été tourné à l'automne 2013, à Valence (Drôme) durant 13 jours, ainsi que dans le département de l'Ardèche : sur la commune de Les Vans, et au Bois de Païolive pour ses dernières scènes.
Quelques scènes ont été tournées à Paris, comme celle du jardin des Tuileries et sur le Pont Royal.
Les scènes au magasin d’antiquités ont été tournées à Versailles dans le quartier des antiquaires.

## Tournage en famille
Catherine Deneuve joue ici un rôle qu'elle connaît bien puisqu'elle campe la mère de Chiara Mastroianni (Sophie), sa propre fille qu'elle a eue avec l'acteur italien Marcello Mastroianni en 1972.
- Une photo encadrée réelle d'elles, jeunes, apparaît dans le film quand Marc (Benoît Poelvoorde) monte à l'étage et découvre que Sylvie est la sœur de Sophie.

Quant à Chiara Mastroianni, elle est elle-même la femme de Benoît Poelvoorde à la ville, depuis le tournage de ce film.

## Musiques additionnelles
Sauf indication contraire ou complémentaire, les informations mentionnées dans cette section proviennent du générique de fin de l'œuvre audiovisuelle présentée ici.
- À la claire fontaine (version a cappella) - Chiara Mastroianni et Charlotte Gainsbourg
- Subterrania - Josh Powell

## Sélections
- Festival international du film de Toronto 2014 : sélection « Special Presentations »
- Festival international du film de Venise 2014 : sélection officielle